# Shinji Kawada
Shinji Kawada (川田 绅司 Kawada Shinji?) es un seiyū japonés nacido en Tochigi, Japón el 6 de octubre de 1971.

## Roles Interpretados

### Anime
- .hack//Legend of the Twilight Bracelet (Daisuke)
- Bobobo-bo Bo-bobo (Kodebun, Puppet Lad, Sonic)
- Busō Renkin (Gouta Nakamura)
- Daphne in the Brilliant Blue (Chang)
- Konjiki no Gash Bell!! (Sebé)
- Lemon Angel Project (Hitoshi Katagiri)
- MÄR (Ian)
- Minami-ke (el hijo mayor de Minami)
- Naruto (Shino Aburame)
- Nodame Cantabile (Ryutaro Mine)
- Pokémon (anime) (Minaki)
- School Rumble / School Rumble Ni Gakki (Haruki Hanai)
- Tales of Symphonia: The Animation (Magnius)
- Yu-Gi-Oh! GX (Makoto Izimu)
- Strike the Blood Mogwai
- Shōkoku no Altair (Tesisat-Kapı Saruça Pasha)

### Videojuegos
- Suikoden IV (Lo Hak)
- Tales of Symphonia (Magnius)
- Tatsunoko vs. Capcom: Ultimate All Stars (Viewtiful Joe)
- Apex Legends (Pathfinder)